# Xã Jeff Davis, Quận Little River, Arkansas
Xã Jeff Davis (tiếng Anh: Jeff Davis Township) là một xã thuộc quận Little River, tiểu bang Arkansas, Hoa Kỳ. Năm 2010, dân số của xã này là 269 người.